# MTV Europe Music Awards 2021

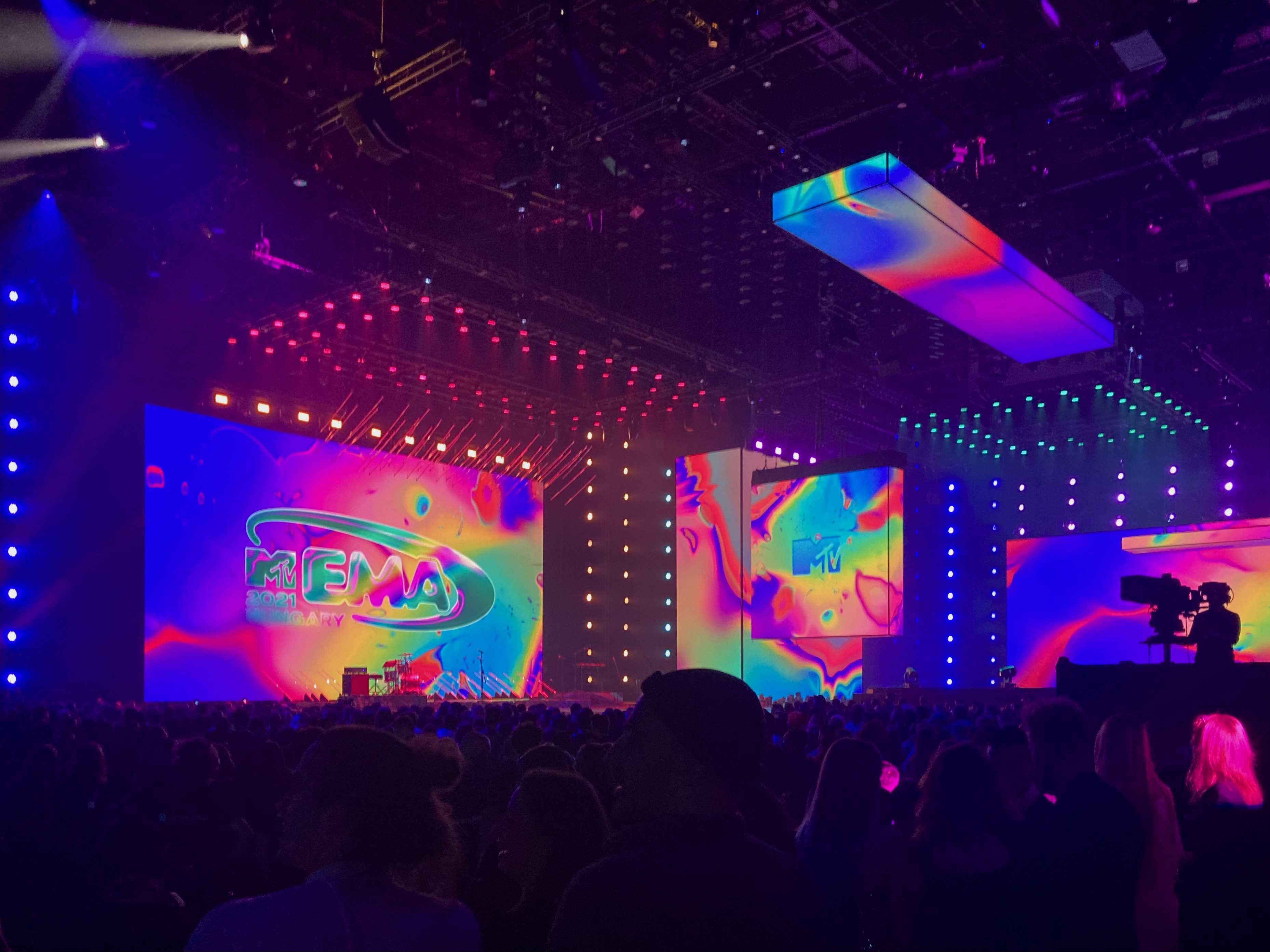
Scena wydarzenia

MTV Europe Music Awards 2021 – dwudziesta ósma gala wręczenia Europejskich Nagród Muzycznych MTV, która odbędzie się 14 listopada 2021 roku w Papp László Budapest Sportaréna w Budapeszcie na Węgrzech.
Po decyzji o zorganizowaniu ceremonii w Budapeszcie, lokalizacja spotkała się z krytyką ze względu na decyzję Węgier o przyjęciu w czerwcu 2021 roku ustawy przeciwko społeczności LGBT. Prezes i dyrektor generalny MTV Entertainment Group Worldwide Chris McCarthy wyjaśnił, że jakikolwiek rodzaj cenzury przez rząd węgierski nie będzie tolerowany, a decyzja była dla wszystkich bardzo jasna – nie powinniśmy przenosić wydarzenia. Zamiast tego musimy iść naprzód, wykorzystując program jako okazję do solidarności ze społecznością LGBTQ+ na Węgrzech i na całym świecie.
Nominacje zostały oficjalne ogłoszone 20 października 2021 roku za pośrednictwem serwisów społecznościowych oraz platformy YouTube. Najwięcej nominacji otrzymał kanadyjski piosenkarz Justin Bieber, który został nominowany w ośmiu kategoriach. Po sześć nominacji otrzymała Doja Cat oraz Lil Nas X.
Organizatorzy zdecydowali się na dodanie jednej nowej kategorii – Best K-Pop (Najlepszy wykonawca K-pop).

## Występy
| Artysta         | Utwór                                |
| Główne show     | Główne show                          |
| --------------- | ------------------------------------ |
| Maluma          | "Nibebe"                             |
| Måneskin        | "Mammamia"                           |
| Kim Petras      | "Coconuts" "Hit It From The Back"    |
| Saweetie        | "Tap In" Best Friend" Out Out"       |
| Ed Sheeran      | "Overpass Graffiti" Shivers"         |
| Imagine Dragons | "Enemy"                              |
| Yungblud        | "Fleabag"                            |
| One Republic    | "Run" (Nakręcono na Placu Bohaterów) |
| Griff           | "One Night"                          |
| Girl in Red     | "Serotonin"                          |

## Nagrody i nominacje
Zwycięzcy zostali wymienieni jako pierwsi oraz wyróżnieni pogrubioną czcionką
| Najlepsza piosenka | Najlepszy teledysk |
| --- | --- |
| - Ed Sheeran – „Bad Habits” - Doja Cat (featuring SZA) – „Kiss Me More” - Justin Bieber – „Peaches” - Lil Nas X – „Montero (Call Me by Your Name)” - Olivia Rodrigo – „Drivers License” - the Kid Laroi & Justin Bieber – „Stay”                                            | - Lil Nas X – „Montero (Call Me by Your Name)” - Doja Cat (featuring SZA) – „Kiss Me More” - Ed Sheeran – „Bad Habits” - Justin Bieber – „Peaches” - Normani (featuring Cardi B) – „Wild Side” - Taylor Swift – „willow” |
| Najlepszy wykonawca | Najlepszy debiut |
| - Ed Sheeran - Doja Cat - Justin Bieber - Lady Gaga - Lil Nas X - The Weeknd | - Saweetie - Giveon - Griff - Olivia Rodrigo - Rauw Alejandro - the Kid Laroi |
| Najlepsza współpraca | Najlepszy artysta muzyki pop |
| - Doja Cat (featuring SZA) – „Kiss Me More” - Black Eyed Peas & Shakira – „Girl like Me” - Lil Nas X & Jack Harlow – „Industry Baby” - the Kid Laroi & Justin Bieber – „Stay” - Silk Sonic – „Leave the Door Open” - The Weeknd & Ariana Grande – „Save Your Tears (Remix)” | - BTS - Doja Cat - Dua Lipa - Ed Sheeran - Justin Bieber - Olivia Rodrigo |
| Najlepszy wykonawca hip-hop | Najlepszy wykonawca rock |
| - Nicki Minaj - Cardi B - DJ Khaled - Drake - Kanye West - Megan Thee Stallion | - Måneskin - Coldplay - Foo Fighters - Imagine Dragons - Kings of Leon - The Killers |
| Najlepszy wykonawca alternatywny | Najlepszy wykonawca muzyki elektronicznej |
| - Yungblud - Halsey - Lorde - Machine Gun Kelly - Twenty One Pilots - Willow | - David Guetta - Calvin Harris - Joel Corry - Marshmello - Skrillex - Swedish House Mafia |
| Najlepszy zespół | Najlepszy wykonawca K-pop |
| - BTS - Imagine Dragons - Jonas Brothers - Little Mix - Måneskin - Silk Sonic | - BTS - Lisa - Monsta X - NCT 127 - Rosé - Twice |
| Video for Good | Najlepszy artysta w serii MTV Push |
| - Billie Eilish – „Your Power” - Demi Lovato – „Dancing with the Devil” - Girl in Red – „Serotonin” - H.E.R. – „Fight for You” - Harry Styles – „Treat People with Kindness” - Lil Nas X – „Montero (Call Me by Your Name)”                                                 | - Olivia Rodrigo - 24kGoldn - Foushée - Girl in Red - Griff - JC Stewart - Jxdn - Latto - Madison Beer - Remi Wolf - Saint Jhn - the Kid Laroi                                                                           |
| Najwierniejsi fani | Najlepszy artysta muzyki latynoskiej |
| - BTS - Ariana Grande - Blackpink - Justin Bieber - Lady Gaga - Taylor Swift | - Maluma - Bad Bunny - J Balvin - Rauw Alejandro - Rosalía - Shakira |

## Nominacje regionalne

### Europa
| Najlepszy wykonawca brytyjski i irlandzki                                  | Najlepszy wykonawca nordycki                                                                                         |
| -------------------------------------------------------------------------- | --- |
| - Little Mix - Dave - Dua Lipa - Ed Sheeran - KSI                          | - Tessa (Dania) - Drew Sycamore (Dania) - Sigrid (Norwegia) - Swedish House Mafia (Szwecja) - Zara Larsson (Szwecja) |
| Najlepszy wykonawca izraelski                                              | Najlepszy wykonawca niemiecki                                                                                        |
| - Noa Kirel - Eden Ben Zaken - Eden Derso - Noga Erez - Jasmin Moallem     | - badmómzjay - Álvaro Soler - Provinz - Tokio Hotel - Zoe Wees                                                       |
| Najlepszy wykonawca szwajcarski                                            | Najlepszy wykonawca francuski                                                                                        |
| - Gjon’s Tears - Arma Jackson - Monet192 - Stefanie Heinzmann - Loredana   | - Amel Bent - Dadju - Jérémy Frérot - Tayc - Vianney                                                                 |
| Najlepszy wykonawca włoski                                                 | Najlepszy wykonawca hiszpański                                                                                       |
| - Aka 7even - Caparezza - Madame - Måneskin - Rkomi                        | - Aitana - Ana Mena - C. Tangana - Colectivo Da Silva - Pablo Alborán                                                |
| Najlepszy wykonawca portugalski                                            | Najlepszy wykonawca polski                                                                                           |
| - Diogo Piçarra - Bárbara Tinoco - Nenny - Plutónio - Wet Bed Gang         | - Daria Zawiałow - Brodka - Krzysztof Zalewski - Margaret - sanah                                                    |
| Najlepszy wykonawca rosyjski                                               | Najlepszy wykonawca węgierski                                                                                        |
| - Max Barskih - Mari Kraimbrery - Musia Totibadze - Imanbek - Slava Marlow | - Azahriah - Follow the Flow - Harlott Pénz - Margaret Island - Wellhello                                            |

### Afryka
| Najlepszy wykonawca afrykański                                                                         |
| --- |
| - Wizkid (Nigeria) - Amaarae (Ghana) - Diamond Platnumz (Tanzania) - Focalistic (RPA) - Tems (Nigeria) |

### Azja
| Najlepszy wykonawca indyjski                                                         | Najlepszy wykonawca japoński |
| ------------------------------------------------------------------------------------ | --- |
| - Divine - Ananya Birla - Kaam Bhaari x Spitfire x Rākhis - Raja Kumari - Zephyrtone | - Sakurazaka46 - Awesome City Club - Eve - STUTS - Vaundy                                                                        |
| Najlepszy wykonawca koreański                                                        | Najlepszy wykonawca z Azji Południowo-Wschodniej                                                                                 |
| - Aespa - Cravity - STAYC - Weeekly - WEi                                            | - JJ Lin (Singapur) - Ink Waruntorn (Tajlandia) - K-ICM (Wietnam) - Naim Daniel (Malezja) - Lyodra (Indonezja) - SB19 (Filipiny) |

### Australia i Nowa Zelandia
| Najlepszy wykonawca australijski                               | Najlepszy wykonawca nowozelandzki               |
| -------------------------------------------------------------- | ----------------------------------------------- |
| - Ruel - Amy Shark - Masked Wolf - The Kid Laroi - Tones and I | - Teeks - Broods - Jolyon Petch - Lorde - Six60 |

### Ameryka
| Najlepszy wykonawca brazylijski                                        | Najlepszy wykonawca Ameryka Łacińska – północ                             |
| ---------------------------------------------------------------------- | ------------------------------------------------------------------------- |
| - Manu Gavassi - Anitta - Ludmilla - Luísa Sonza - Pabllo Vittar       | - Alemán - Danna Paola - Gera MX - Humbe - Sofía Reyes                    |
| Najlepszy wykonawca Ameryka Łacińska – centrum                         | Najlepszy wykonawca Ameryka Łacińska – południe                           |
| - Sebastián Yatra - Camilo - J Balvin - Karol G - Maluma               | - Martina Stoessel - Duki - Nicki Nicole - María Becerra - Trueno         |
| Najlepszy wykonawca Ameryka Łacińska – Karaiby                         | Najlepszy wykonawca kanadyjski                                            |
| - Bad Bunny - Farruko - Guaynaa - Natti Natasha - Rauw Alejandro       | - Johnny Orlando - Justin Bieber - Shawn Mendes - The Weeknd - Tate McRae |
| Najlepszy wykonawca USA                                                |                                                                           |
| - Taylor Swift - Ariana Grande - Doja Cat - Lil Nas X - Olivia Rodrigo |                                                                           |